# Фрольцова, Нина Тихоновна
Ни́на Ти́хоновна Фрольцо́ва  (24 июля 1944, Орехово-Зуево — 19 марта 2025, Минск) — белорусский искусствовед, доктор филологических наук (2003), профессор (2006), театровед, журналист, педагог, специалист в кино-, теле- и других экранных искусствах, автор и ведущая программ, посвящённых творчеству кинематографистов и кинематографу, автор сценариев нескольких документальных фильмов («Владимир Гостюхин», реж. Н.Князев; «Браво, Броварская!» и «Остров забытых снов» — оба реж. С.Гайдука; «Беларусь была его судьбою», реж. А. Кошевников) производства РУП «Белвидеоцентр» и редактором 2-х художественных фильмов «Беларусьфильм» «Маленький боец» (реж. М.Касымова) и «Армия спасения» (реж. Е.Кравцов) РУП «Беларусьфильм», созданных в 1998—2002 годах. Профессор кафедры медиалогии факультета журналистики БГУ.

## Биография
В 1961—1963 годах — пианист-аккомпаниатор Гомельского дворца культуры железнодорожников
В 1967 году окончила факультет журналистики БГУ. Работала редактором музыкальных передач Брестской областной студии телевидения, литературным соработником областной газеты «Гомельская правда», старшим редактором молодёжных и спортивных программ гомельской областной студии телевидения.
В 1972 году окончила аспирантуру Института искусствоведения, этнографии и фольклора АН БССР
В 1974 году защитила диссертацию на получение учёной степени кандидата искусствоведения по специальности 17.00.03 — Кино-, теле-, видео — и другие экранные искусства.
С 1975 года работала в Институте журналистики БГУ, В настоящее время профессор кафедры теории и методологии журналистики (2006), преподавала на кафедрах телевидения и радиовещания, технологий коммуникаций.
В 1985 году присвоено учёное звание доцента.
В 2003 году защитила диссертацию на получение учёной степени доктора филологических наук по специальности 10.01.10 — Журналистика.
Автор отечественной школы «Структурно-семиотического анализа медиа», в рамках которой, совместно с А. С. Давыдиком, исследует трансформацию медиасистем, процедуры смыслообразования, референции, знаковой репрезентации действительности, формирования картины мира.
Занималась исследованием современных СМИ, белорусского кинематографа, творческой деятельности аудиовизуальных СМИ, теории и методологии СМИ, научно-преподавательскую деятельность совмещала с творческо-организационной работой в отрасли экранной культуры.
С 1968 по 1998 год автор и ведущая ежемесячных программ на республиканском телеканале «Белорусское телевидение» («Юнацтва у дарозе», «Час, фільмы, героi», «Кінаафиша», «Кінагод»).
С 1989 по 2001 год работала советником министра культуры по вопросам кинематографии, главным специалистом Министерства культуры, помощником генерального директора Национальной киностудии «Беларусьфильм» по творческим вопросам, главным редактором киностудии. Член экспертного совета по киновидеоискусству Министерства культуры, художественного и сценарноредакционного советов киностудии «Беларусьфильм».
В 2001—2015 годах, согласно с постановлением Совета Министров, — председатель Республиканской экспертной комиссии по предотвращению порнографии, насилия и жестокости.
Умерла 19 марта 2025 года в возрасте 80 лет.

## Основные работы
2008 г.
- Фрольцова, Н. Т. Основные тенденции развития современного телевидения Республики Беларусь /Н. Т. Фрольцова //Современная журналист-ка: методология, творчество, перспективы: сб. науч. ст./ Н. Т. Фрольцова (гл.ред.). Минск: БГУ, 2008. С.31-52.
- Фрольцова, Н. Т. Аудиовизуальные средства массовой информации и релятивизм морали /Н. Т. Фрольцова //Культура. Наука. Творчество. Мат. Межд. науч.- практ. конф. 19-20 апр. 2008. Минск: Бел. гос. акад. искусств, 2008. С. 36-43.
- Фрольцова, Н. Т. Вам хочется развлечений? Их много на ТВ /Н. Т. Фрольцова //Журналист. Минск, 2008. № 2 (7). С. 38-41.
- Фрольцова, Н. Т. Развлекательный радиотелеэфир и смеховая культура /Н. Т. Фрольцова //Пытанні мастацтвазнаўства, этналогіі і фалькларыстыкі. Вып.5 /Ін-т мастацтвазнауства, этнаграфіі і фальклору імя К.Крапівы НАН Беларусі: навук.рэд. А.І.Лакотка. Мінск: Права і эканаміка, 2008. С.276-283.
- Фрольцова, Н. Т. Белорусская журналистика в поиске смыслов /Н. Т. Фрольцова //Журналістыка — 2008: стан, праблемы і перспектывы: матэрыялы 10-й Міжнароднай навукова-практычнай канферэнцыі /Рэдкал.:С. В. Дубовік (адк.рэд.) [і інш.]. Вып. 10. Мінск, БДУ, 2008. С. 44-46.

2009 г.
- Фрольцова, Н. Т. Теория и методология журналистики /Н. Т. Фрольцова. Учебная программа для специальности 1-23 01 73 «Средства массовой ин-формации» (в соавт.). Минск: БГУ, 2009, 29 с.
- Фрольцова, Н. Т. Белорусская журналистика в XXI веке: перспективы взаимодействия науки и практики /Н. Т. Фрольцова //Веснік БДУ. Серыя 4. Філалогія. Журналістыка. Педагогіка. № 1. 2009. С.80-83.
- Фрольцова, Н. Т. Технология импортозамещения и менеджмент национальных СМИ /Н. Т. Фрольцова //Журналістыка — 2009: стан, праблемы і перспектывы: матэрыялы 11-й Міжднароднай навукова-практычнай канферэнцы, прысвечанай 65-годдзю факультэта журналістыкі /Рэдкал.:С. В. Дубовік (адк.рэд.) [і інш.]. Вып. 11. Мінск, БДУ, 2009.-- С. 45-48.
- Технологии интернет-СМИ

2010 г.
- Фрольцова, Н. Т. Не смеется, не поется, не играется, или семиотическая модель современного телевидения /Н. Т. Фрольцова //Время. Искусство. Критика: сб. научн. тр. Вып. 2 /под ред. Л. П. Саенковой. Минск: БГУ, 2010 г. С.187-191.
- Фрольцова, Н. Т. Переход на цифровые технологии и межкультурная коммуникация в Белоруссии /Н. Т. Фрольцова //Журналистика в 2009 году: Трансформация систем СМИ в современном мире. Материалы Международной научно-практической конференции. Москва, 9-11 февраля 2010 г. С. 231—232.
- Фрольцова, Н. Т. Знаковая структура современной медиасферы и новые модели журналистики /Н. Т. Фрольцова //Журналістыка — 2010: стан, праблемы і перспектывы: матэрыялы 10-й Міжнароднай навукова-практычнай канферэнцыі /Рэдкал.:С. В. Дубовік (адк.рэд.) [і інш.]. Вып. 12.-- Мінск: БДУ, 2010. С. 32-35.
- Фрольцова, Н. Т. Учебная программа по дисциплине «Теория и методология журналистики» специальности переподготовки 1-23 01 73 «Средства массовой информации» в соответствии с типовым учебным планом переподготовки, утвержденным 08.10.1010 г. № 25-17/295 /Н. Т. Фрольцова. Минск: БГУ, 2011. 37 с.

2011 г.
- Фрольцова, Н. Т. Между Эросом и Танатосом: Амбивалетность морали в современной медиасфере /Н. Т. Фрольцова //Журналістыка — 2011: стан, праблемы і перспектывы: матэрыялы 13-й Міжнароднай навукова-практычнай канферэнцыі /Рэдкал.:С. В. Дубовік (адк.рэд.) [і інш.]. Вып. 13—Мінск: БДУ, 2011. С. 14-18.
- Фрольцова, Н. Т. Принцип гипертекста и сетевая модель телевидения /Н. Т. Фрольцова //Материалы научной конференции «IV Нефедовские чте-ния». Минск, 24 апреля 2011 г. /Белорусская академия искусств, 2011. С.24—29.
- Фрольцова, Н. Т. Основные современные подходы к изучению массовой культуры /Н. Т. Фрольцова //Материалы научно-методологического семинара «Массовая культура: современные интерпретации, понятия и процессы». 26 мая 2011 г. Минск: Белорусская академия искусств, 2011. С. 4-12.
- Фрольцова, Н. Т. Белорусское региональное телевидение в системе современной электронной коммуникации /Н. Т. Фрольцова //Регіянальныя СМІ ў сучаснай інформацыйнай прасторы: матэрыялы Межд. навук.-практ. Сем., 2—3 черв. 2011 г., Мінск /рэдкал.: С.В Дубовік (адк. рэд.) [і інш. ]. Мінск: Выд. Цэнтр БДУ, 2011. С.151-162.

2012 г.
- Фрольцова, Н. Т. Маркетология и современная теория журналистики
- Фрольцова, Н. Т. От первого лица /Н. Т. Фрольцова //Белорусская медиа-сфера на современном этапе: ред.колл. Н. Т. Фрольцова (гл. ред.) [и др.]. Минск: БГУ, 2012. С.8-12.
- Фрольцова, Н. Т. В ожидании обыкновенного чуда. Рецензия на дипломные работы выпускников БГАИ по специальности «Кинорежиссура» /Н. Т. Фрольцова //На экранах, № 7, 2012. С. 7-9.
- Фрольцова, Н. Т. Использование современных технологий работы ре-дакций региональных газет в преподавании учебного курса «Теория журна-листики» /Красовская Е., Фрольцова Н. Т. //Журналістыка-2012: стан, праблемя і перспектывы: мат. 14-й Міжнар. навук.-практ. канф., 6-7 окт. 2012 г., Мінск/ рэдкал. С. В. Дубовик (адк. рэд.)[і інш.]. Вып. 14. Мінск: БДУ, 2012. С. 40-42.
- На дистанции доверия
- Между эросом и танатосом: амбивалентность морали в современных СМК

2013 г.
- Белорусское региональное телевидение в системе современной электронной коммуникации
- Маркетология и современная теория журналистики // Идеология белорусского государства в процессе формирования личности специалиста
- Фрольцова, Н. Т. Реабилитация массовой культуры в интернет-среде /Фрольцова Н. Т. //Журналістыка-2013: стан, праблемы і перспектывы: матэ-рыялы 15-й Міжнар. навук.-практ. канф. 5-6 сн. 2013 г., Мінск: рэдкал. С. В. Дубовик (адк. рэд.)[і інш.]. Вып. 15. Мінск: БДУ, 2013. С. 39-41.
- Фрольцова, Н. Т. Цифровая модификация национальных систем телевещания /Фрольцова Н. Т. //Гісторыя журналістыкі: урокі мінулага і практыка сучасных СМІ: матэрыялы 15-й Міжнар. навук.-практ. канф., 19-20 крас. 2013 г., Мінск. /рэдкал. О. Г. Слука (адк. рэд.)[і інш.]. Мінск: БДУ, 2013. С. 246—259.
- Фрольцова, Н. Т. Медиахолдинги в модернизации производства массо-вой информации /Фрольцова Н. Т. //Национальные медиахолдинги в контек-сте реализации государственной информационной политики: материалы Ме-ждунар. науч.-практ. конф. 25 окт. 2013 г., Минск. /Под общ. ред. С. В. Дубовика БГУ. Минск: БГУ, 2013. С. 110—121.
- Фрольцова, Н. Т. Специфика корпоративных СМИ на постсоветском медиарынке /Фрольцова Н. Т. //Корпоративная пресса в системе СМИ Рес-публики Беларусь: традиции, опыт, пути развития: материалы Междунар. на-уч.-практ. конф. 25 сент. 2013 г., Минск. /Под общ. ред. С. В. Дубовика. Минск: БГУ, 2013. С. 110—119.
- Фрольцова, Н. Т. Эстетические принципы творчества журналиста /Фрольцова Н. Т. //Трансформация жанров литературно-художественной кри-тики. Под общ. ред. Л. П. Саенковой. Вып. 5. Серия «СМИ и художественная культура». Минск: БГУ, 2013. С.7-15.

2014 г.
- Фрольцова, Н. Т. Гипертекст журналистики: «тихая» семиотическая революция медиа-языков /Фрольцова Н. Т. //Слова ў кантэксце часу. Зб. навук. прац /Пад агульн. рэд. праф. В.І.Іўчанкова. Мінск, БДУ, 2014. С. 121—128.
- Фрольцова, Н. Т. Между либеральным утопизмом и социальной реальностью: к типологии модели GR / Н. Т. Фрольцова // Организационная коммуникация: мат. междун.науч.-практ. конф. 23-24 апр. 2014 г., Минск: Изд. БГУ, 2014. С.152-156.
- Фрольцова, Н. Т. Медиахолдинги в модернизации производства массовой информации /Фрольцова Н. Т. //Национальные медиахолдинги в контексте реализации государственной информационной политики: мат. Межд. науч.-практ. конф. 25 окт. 2013 г., Минск. /Под общ. ред. С. В. Дубовика БГУ. Минск: БГУ, 2014. С. 110—121.
- Фрольцова, Н. Т. Специфика корпоративных СМИ на постсоветском медиарынке /Фрольцова Н. Т. //Корпоративная пресса в системе СМИ Республики Беларусь: традиции, опыт, пути развития: мат. Межд. науч.-практ. конф. 25 сент. 2013 г., Минск. /Под общ. ред. С. В. Дубовика. Минск: БГУ, 2014. С. 110—119.
- К концепции высшего образования в сфере медиадеятельности

2015 г.
- МУЛЬТИКУЛЬТУРАЛИЗМ И МЕЖКУЛЬТУРНАЯ КОММУНИКАЦИЯ КАК АКСИОЛОГИЧЕСКИЕ ФАКТОРЫ МЕДИАСФЕРЫ

2016 г.
- Профессиональная культура журналиста

2017 г.
- Пятый элемент: образ Беларуси в зеркале республиканского телев